# Łukasz Wylężałek
Łukasz Wylężałek (ur. 7 listopada 1953 w Częstochowie) – polski reżyser filmowy i teatralny, scenarzysta.

## Życiorys
W latach 70. był asystentem Wojciecha Marczewskiego. W latach 1981–1987 studiował na Wydziale Reżyserii Państwowej Wyższej Szkoły Filmowej, Telewizyjnej i Teatralnej w Łodzi. W czasie studiów realizował filmy krótkometrażowe (Domokrążca, Ludożerca). Debiutował w 1993 Balangą z muzykiem Jackiem Pałuchą w roli głównej. Film zdobył na 18. Festiwalu w Gdyni nagrodę dla najlepszego debiutu. W 1997 powstał wyróżniony na 22. Festiwalu Darmozjad polski z Janem Peszkiem, dwa lata później O dwóch takich, co nic nie ukradli.
Wylężałek zrealizował m.in. seriale Policjanci oraz Chłop i baba. Dla Teatru Telewizji zrealizował szereg spektakli, część w oparciu o własny scenariusz (Intruz 1994, Autostrada 2002, Alibi 2018).

## Reżyseria (filmy fabularne)
- Ludożerca (1987)
- Welcome et Zoe (1991)
- Balanga (1993)
- Darmozjad polski (1997)
- O dwóch takich, co nic nie ukradli (1999)
- Policjanci (serial TV 1999)
- Chłop i baba (serial TV 2000–2001)
- My baby (2008)